# Parc national du Pamir
Le parc national du Pamir, aussi appelé parc national tajik, est créé le 26 janvier 2006, après avoir été imaginé dès 1992,. Il s'étend sur 12 260 kilomètres carrés, soit un peu plus de 8 % de la superficie du Tadjikistan. Il comprend dans ses statuts une réserve naturelle qui joue le rôle de zone tampon et porte la superficie de cette aire protégée à 26 000 kilomètres carrés, ce qui en fait la plus grande d'Asie centrale. En 2008, elle est proposée pour intégrer la liste du patrimoine mondial de l'UNESCO et cette candidature reste à l'étude quatre ans après. Cette reconnaissance pourrait s'accompagner d'une relance de la fréquentation touristique. Elle se base sur un paysage naturel remarquable du Pamir, comprenant le pic Ismail Samani, le glacier Fedtchenko et le lac Sarez, sur un biome unique caractérisé par un climat aride, sur une altitude élevée qui pourrait en faire le troisième plus haut site du Patrimoine mondial après l'Everest et le Nanda Devi, sur une réserve hydrologique majeure et sur un relief unique.

Carte des aires protégées de la région du Pamir avec le parc national tadjik en vert.